# François Tombalbaye
François Tombalbaye vagy más néven Ngarta Tombalbaye (Béssada, 1918. június 15. – N’Djamena, 1975. április 13.) csádi politikus, tanár és szakszervezeti aktivista az ország első elnöke. 

## Életrajza
Az ország déli területén, Moyen-Chari prefektúrában Koumara város mellett született és a Sara népcsoporthoz, a déli öt prefektúra vezető etnikumához tartozott. Tombalbaye a Csádi Haladó Párt (PPT) élén Gabriel Lisettet követte, egyidejűleg vezetve Csád gyarmati kormányát is 1959-től. Ő kormányozta az országot a függetlenség elnyerésekor, 1960. augusztus 11-én is, és ő lett az ország kormányzatának első vezetője. 
Tombalbaye-nek még a gyarmati törvényhozásban sikerült létrehoznia az ország északi és déli haladó erőinek koalícióját és elszigetelnie több, konzervatív iszlám frakciót az ország középső részén. A függetlenség kivívása után a kormányzás autokratikus formáját hozta létre, letörve az ellenzéket mind saját pártjában, mind pedig azon kívül, minden más politikai párt betiltásával. Tombalbye 1963-ban, válaszul a zavargásokra, feloszlatta a nemzetgyűlést. Megkezdte a közszolgálat államosítását, lecserélve a francia hivatalnokokat kevésbé alkalmas helyiekre. „Nemzeti kölcsönt” vezetett be, óriási mértékben megemelve az adókat, amivel az államosítás pénzügyi alapját kívánta megteremteni.
1968 októberében Tombalbaye Lyndon B. Johnson vendége volt Washingtonban. A Johnsonnal folytatott hivatalos tárgyalások után Texasba utazott, ahol találkozott a Texasi Műszaki Egyetem kutatóival, akik a Sivatagi és Félsivatagi területek tanulmányai Nemzetközi Központjában dolgoztak.
Tombalbaye afrikanizálási programja az ország középső és északi részén a lakosság nagy részére nem volt sikeres. Ezek muszlimok voltak, akik nem azonosultak a keresztényekkel és a déli animistákkal. A gorane-k (nomád nép Csádban) a függetlenségben csupán azt látták, hogy a francia gyarmatosítók helyett a déliek jöttek. 1965. november 1-jén a zavargásokban 500 ember vesztette életét. Ez az ország középső és északi részében a megmozdulások sorozatát indította el, nyugtalanságot kiváltva Csád szomszédaiban, északon Líbiában és keleten Szudánban. Ebben az időszakban a legerősebb ellenállási mozgalom a FROLINAT, vagy „Csád Nemzeti Felszabadítási Fronja” volt, melynek bázisa Szudán területén működött. A FROLINAT ugyan megosztott volt, de mégis képes volt ellenállni Tombalbaye önkényuralmának. Tombalbaye ekkor felszólította a segítségnyújtásra Franciaországot, a korábbi gyarmatosítót, hivatkozva a két országnak a függetlenségkor aláírt szerződésére.
Franciaország megígérte a harcokba történő beavatkozását. Cserébe reformok elindítását követelte Tombalbaye-től a hadseregben, a kormányzásban és a közigazgatásban. A Tombalbaye által önkényesen kivetett adókat és meghozott törvényeket eltörölték, az ország tradicionális szultánjai visszakapták az adóbeszedési jogukat, mely szerint a bevétel 10%-a őket illette. Tombalbaye 1969-ben elfogadta a francia feltételeket és Csádban elkezdődött egy fokozatos liberalizációs folyamat. 1969-ben a választásokon, annak ellenére, hogy több száz politikai fogoly szabadult ki a börtönökből, még Tombalbaye volt az egyedüli jelölt a szavazó cédulákon.
A liberalizáció további jelei 1971-ben mutatkoztak, amikor Tombalbaye a PPT kongresszusán bejelentette, hogy hibákat követett el. Lépéseket tett a kormányzás megreformálására és több gorane politikust vont be az új kormányba. A rend látszólag helyreállt és Franciaország kivonta csapatait az országból.
1971 augusztusában a folyamat azonban megakadt, amikor egy puccskísérletet lepleztek le, amit a líbiai vezető, Kadhafi támogatott. Tombalbaye azonnal megszakította a kapcsolatokat az ország északi szomszédjával és engedélyezte a Kadhafi ellenes erők akcióit Csád területéről. Válaszul Kadhafi formálisan elismerte a FROLINAT-ot, Tombalbaye ellenzékét, és anyagi segítséget is nyújtott megmaradt erőinek. Időközben, délen, ahol Tombalbaye a legnagyobb támogatást élvezte, a diákok sztrájkba léptek a népszerű Jacques Doumro leváltása és a későbbi államelnök, Félix Malloum ezredes kinevezése miatt. Csádot ekkor szörnyű aszály is sújtotta, és Tombalbaye visszavonta a politikai foglyokra vonatkozó amnesztiát. 1972 végéig több, mint 1000 embert tartóztattak le politikai okokból. Egyidejűleg a külpolitikában Csád nyitott az arab világ felé, csökkentve a líbiai befolyást és gyengítve ezáltal a FROLINAT-ot.
Mindazonáltal Tombalbaye saját kormányát is megbízhatatlannak érezte. Letartóztatta a PPT főbb vezetőit, köztük Malloumot, azt a szokásos cselszövést alkalmazva, hogy állítólag Tombalbaye hatalmát akarta megdönteni. Az esemény a „Fekete birkák összeesküvése” néven lett ismertté, utalva az áldozati állatokra. Tombalbaye augusztusban feloszlatta a PPT-t és visszahelyezte a Nemzeti Mozgalom a Kulturális és Szociális Forradalomért nevű szervezetbe. Az önállóság látszatát keltve az új kormány segítette az afrikanizációt: a főváros nevét Fort Lamyról N’Djamenára változtatták és Tombalbaye maga is megváltoztatta a nevét Françoisról Ngartara. Azokat, akik kereszténynek vallották magukat, leszólták, a misszionáriusokat kiűzték, délen a 16 és 50 év közötti nem muszlim férfiaktól megkövetelték, hogy átmenjenek a hagyományos beavatási szertartáson, a yondo-n, s ezáltal előnyt élveztek a közigazgatásban és a hadseregben. Ezek a rítusok azonban csak egyetlen csádi népcsoportnak, Tombalbaye saját etnikumának, a saraknak voltak őshonosak. Mindenki másnak idegenek és durvák voltak. A yondo keretében a férfiak arcát megkorbácsolták, aminek behegedt sérülései megmaradtak. Tombalbaye is átesett ezen, ezért volt élete végéig csíkszerű hegekkel tarkított az arca.
Mindeközben a szárazság egész Afrikában súlyosabbá vált, így annak érdekében, hogy a rossz állapotban lévő gazdaságot felpörgessék, a lakosságot "önkéntes" munkára kötelezték, hogy jelentősen növeljék a gyapot termelést. Ahogy a támogatottsága az ország déli részén csökkent, Tombalbaye kikelt a hadsereg ellen, és önkényes előléptetéseket és lefokozásokat hajtott végre. Végül, 1975. április 13-án, azután, hogy az ország főtisztjei közül néhányat letartóztattak egy állítólagos katonai puccsban való részvétel vádjával, katonák egy csoportja megölte Tombalbayet és Félix Malloum – ekkor már tábornok – lett az állam új vezetője.

## Fordítás
Ez a szócikk részben vagy egészben  a   François Tombalbaye című angol Wikipédia-szócikk ezen változatának fordításán alapul.  Az eredeti cikk szerkesztőit annak laptörténete sorolja fel. Ez a jelzés csupán a megfogalmazás eredetét és a szerzői jogokat jelzi, nem szolgál a cikkben szereplő információk forrásmegjelöléseként.